# Rolle
Rolle é uma  comuna suíça do cantão   Vaud , pertencente ao distrito de Nyon

## Geografia
Rolle encontra-se na margem direita do Lago Lemano na região de La Côte

## História
Rolle foi uma Senhoria entre 1270 a 1483, uma Baronia de 1484 a 1798,  fez parte do distrito do cantão do Lemano de 1798 a 1803, e faz parte do  distrito do  cantão de Vaud de 1803 a 2006.
Em 1455, Amadeu de Viry comprou a comuna e reuniu-a à Mont-le-Vieux. Em 1484, o Duque de Saboia elevou-a a baroneria, mas em 1528 Miguel de Viry foi obrigado a separar-se dessas terras e vende a Carlos III de Saboia.
Em 1558, o castelo de Rolle que tinha sido construído nos fins do século XIII, é comprado por um rico senhor de Berna, Hans Steiger, depois dos incêndios que o destruiu quase inteiramente em 1530 e em 1536. A comuna de Rolle compra-o em 1799 

## Indústria

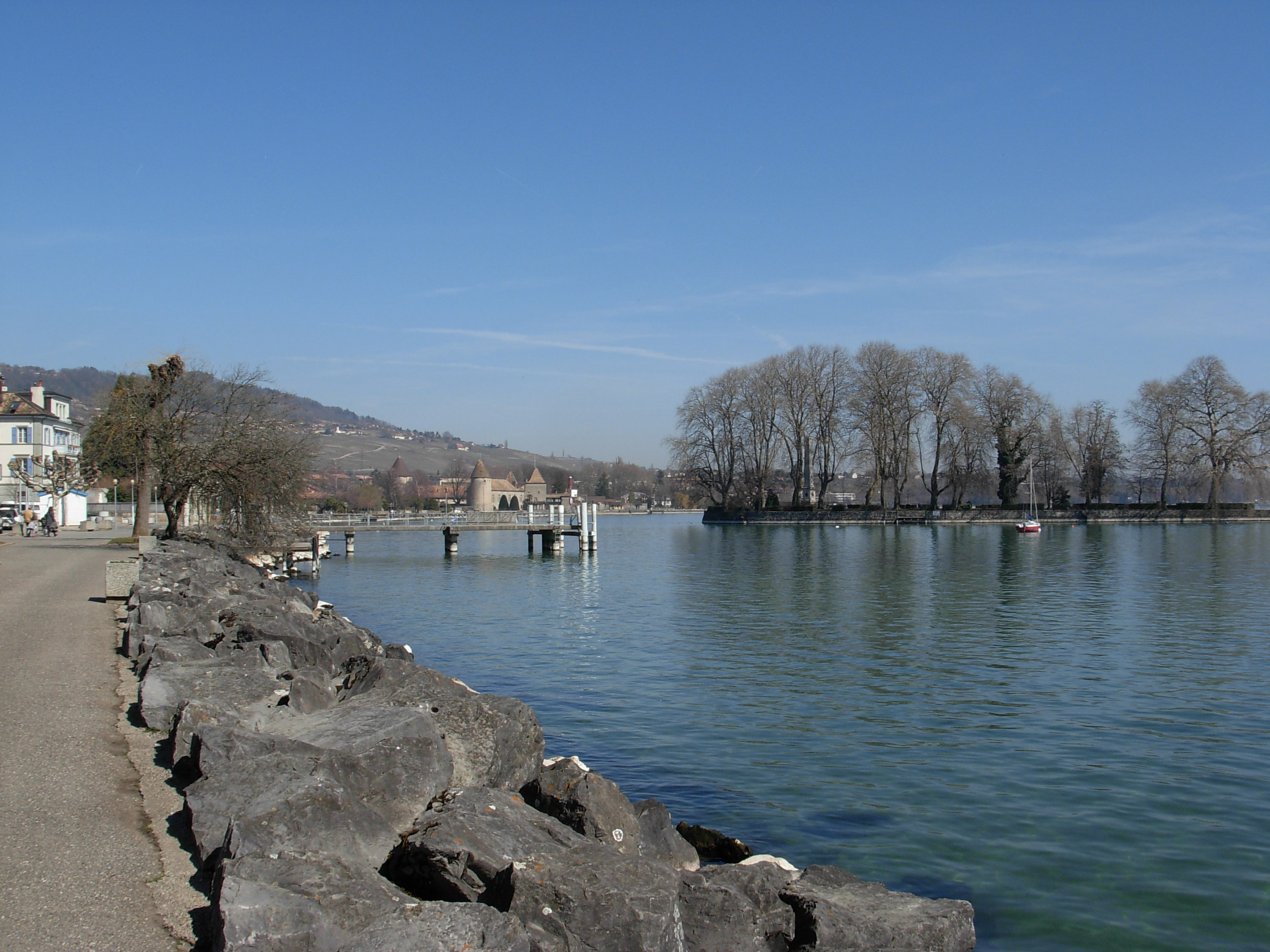
A ilha de La Harpe, e o Castelo

Toda esta zona de La Côte tem tido um desenvolvimento muito importante desde meados de 1990, e o comuna alberga companhias ou as sedes europeias de companhias como Yahoo!, S. C. Johnson & Son, Chiquita Brands International, Honeywell, Cisco Systems, Palm Products GmbH, Nissan, Nidecker uma marca de esquis suíça.

## A Ilha de La Harpe
A 80 m em frente de Rolle existe uma ilha toda arborizada que na realidade é uma ilha artificial de 2 368 m2 erigida em 1835 por um grupo de comerciantes com a finalidade de proteger as margens do porto, onde a madeira do Jura era embarcada com destino a Genebra. À morte de Frederico César de La Harpe, em 1838, foi dado o seu nome à ilha pelos serviços que havia prestado à comuna. 